# Martin Raška
Martin Raška (født 31. januar 1977) er en tjekkisk tidligere fodboldspiller (målmand). Han spillede blandt andet for Banik Ostrava, FC Spartak Trnava og FC Midtjylland.
Martin Raska blev i januar 2007 præsenteret i FC Midtjylland, med hvem han spillede for indtil 2010, hvor han skiftede til tjekkiske FC Spartak Trnava.
Martin Raska var skadet størstedelen af sin start i FC Midtjylland, men fik sin debut den 18. april mod AC Horsens.
Raska spillede 3 kampe for Tjekkiest U21 landshold, og 1 kamp for Tjekkiets B landshold.